# Mustafa Merlika-Kruja
Mustafa Merlika-Kruja, né le 15 mars 1887 à Akçahisar, dans l'Empire ottoman (aujourd'hui Krujë, en Albanie) et décédé le 27 décembre 1958 à Niagara Falls dans l'État de New York, est l'un des signataires de la Déclaration d'indépendance albanaise. Il fut Premier ministre d'Albanie pendant l'occupation italienne du 4 décembre 1941 au 19 janvier 1943.